# Maarat an-Numan
Maárat an-Numán, también conocida como Maárat, es una pequeña ciudad comercial del oeste de Siria. La ciudad fue conocida como Arra por los griegos. Su nombre actual es el resultado de la combinación del nombre original, Maárat y el del primer gobernante de la ciudad An-Numán ibn Bashir, compañero de Mahoma.
La ciudad posee un museo que expone mosaicos de los restos arqueológicos de las denominadas Ciudades Muertas de Bara y Serjilla. Una mezquita con un minarete reconstruido después del terremoto de 1170 que devastó Oriente Próximo. La madrasa Abu al-Farawis de 1199, y los restos de una antigua ciudadela. También es el lugar de nacimiento del poeta Abul-Ala al-Maari. 

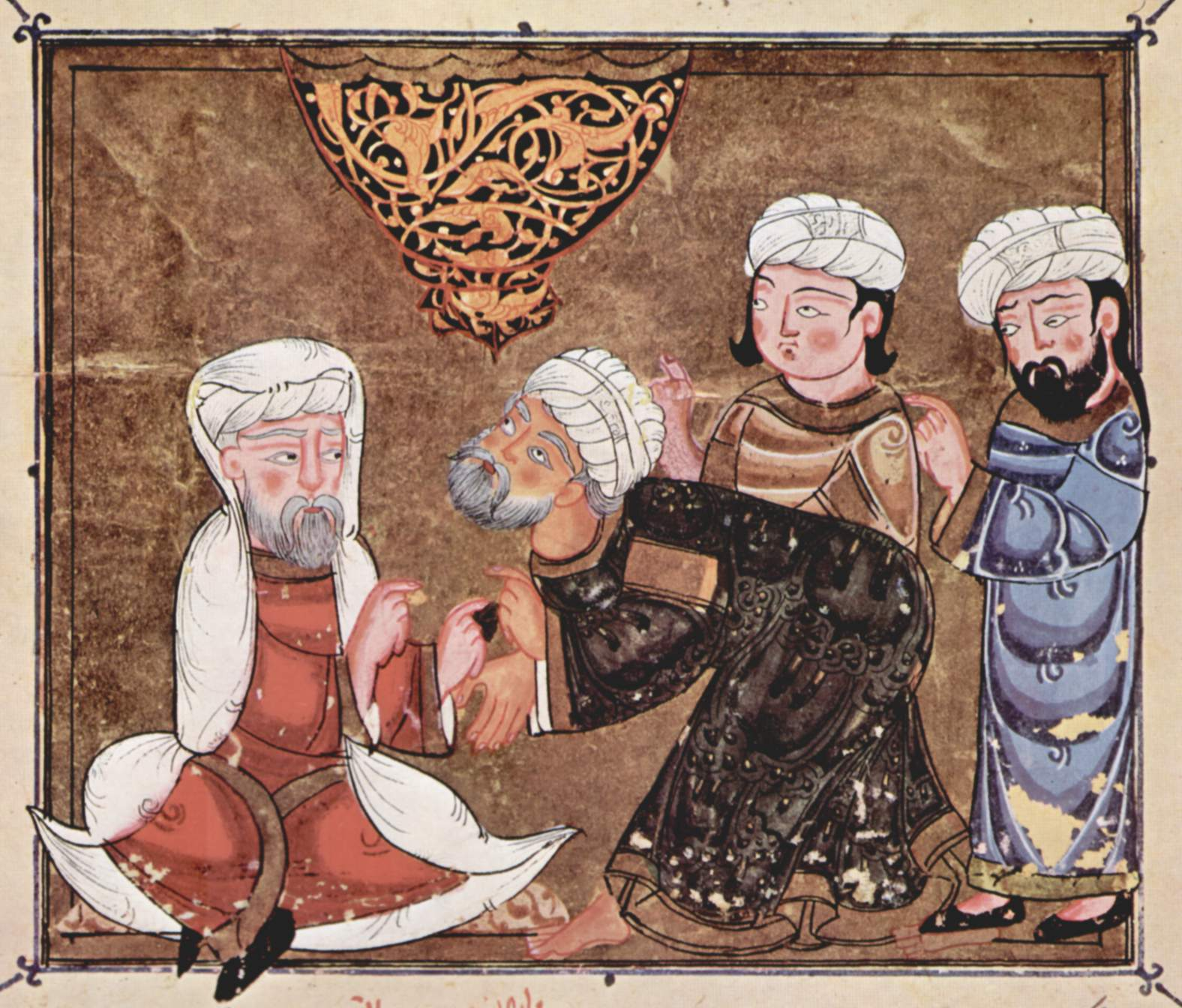
Abu Zayd declara ante el cadí de Maárat. (1335).

## Masacre de Maárat
En 1098 durante las cruzadas, la ciudad de Maarat fue escenario de una masacre cuando los caballeros cristianos que estaban invadiendo Siria, ocuparon la ciudad. La ciudad, que pertenecía a Alepo, vivía principalmente de la agricultura. Su población en esas fechas era de menos de 10 000 habitantes y tenía por defensa una muralla circular. A la llegada de los cristianos comandados por Bohemundo de Tarento y Raimundo de Saint-Guilles, señor de Antioquía, comenzaron el asedio que duró dos semanas, hasta que los notables musulmanes llegaron al acuerdo con Bohemundo de detener la resistencia a cambio del perdón de sus vidas, pero cuando al fin los musulmanes cejaron en la defensa, los "cristianos" entraron en la ciudad, asesinaron a la población y se comieron los cadáveres. La ciudad fue incendiada y destruida.

## Batalla de Maárat an-Numán del año 2012 -Guerra civil siria
El Ejército Libre Sirio ha tomado el control de la ciudad de Maárat al-Nemán, en la provincia de Ídleb.
Tras dos días de intensos enfrentamientos, los rebeldes han conseguido asaltar todos los puestos militares de la ciudad menos uno. Las tropas de Bachar al-Ásad han abandonado la localidad de 90 000 habitantes.
El control de Maárat al-Nemán supone una gran victoria para los rebeldes ya que al encontrarse en la autopista entre Alepo y Damasco es de paso obligatorio para los refuerzos que se envíen a la capital. Abu al-Mayed al-Shami, de las llamadas “Brigadas de los Libres de Sham”, integradas por revolucionarios independientes de Ídleb, explicó por internet que la ciudad “ha sido liberada” y que los rebeldes capturaron la mayoría de los puestos militares.
“Liberamos el puesto de control Orabi y otro, muy importante, establecido en el centro cultural de Maárat al-Nemán, del que evacuamos a treinta heridos allí detenidos”, detalló.
Al Shami señaló que el último reducto de las fuerzas del régimen en la zona es el cuartel militar de Wadi al-Deif, en las afueras de Maárat el-Nemán, que está cercado por su brigada.

### Cruentos bombardeos
En este sentido, el grupo opositor Observatorio Sirio de Derechos Humanos, que confirmó que la ciudad está en manos de los rebeldes, indicó que el régimen intensificó los bombardeos en los alrededores del sitiado cuartel Wadi al-Deif.
Las fuerzas de Bachar al-Ásad han bombardeado la ciudad de Maárat al-Nuamán que desde el martes 10 de octubre de 2012 está bajo el control de los rebeldes.
La posesión de esta localidad es clave pues se encuentra en la autopista que va de Damasco a Alepo y es vital para que los refuerzos puedan acceder a la capital económica del país.
* 10 de octubre 
Un grupo de las fuerzas rebeldes sirias ha detenido al Ejército sirio en su ofensiva para retomar la localidad de Maárat al-Numán, situada a 350 kilómetros al norte de Damasco, un municipio estratégico ya que se encuentra en la principal autopista de salida a Turquía. Al menos 30 rebeldes y varios soldados han muerto en la ofensiva.
"La columna (del Ejército sirio) estaba compuesta por cientos de tanques y de vehículos. Fue detenida con un gran coste", ha explicado Abu Musab Taha, un comandante rebelde.
Anas Othmán, residente en Maárat al-Numán, ha señalado que la localidad estaba "siendo destruida" con bombardeos aéreos y artillería. En la última semana, al menos 100 insurgentes y civiles han muerto en esta región, según el activista opositor, Mohámad Kanan, que ha asegurado que las fuerzas de seguridad han matado a 50 soldados desertores.
* 12 de octubre 
El día 12 de octubre se están librando combates también teniendo lugar en los barracones militares próximos a Maárat al-Numán.
* 13-15 de octubre 
Los rebeldes reanudaron su asalto a la base militar de Wadi Daif, al este de Maárrat al-Numán. Aviones de la fuerza aérea bombardearon a los rebeldes que atacan dejando 22 combatientes heridos.  
La ciudad estaba siendo bombardeada fuertemente y golpear con ataques aéreos como los intentos militares puestos a retomar Maárrat al-Numán. Uno de los principales objetivos de los ataques era un hospital de emergencia campo subterráneo. Más tarde durante el día, los rebeldes lograron detener una columna militar de 40 vehículos avanzaba sobre la ciudad, que incluye 10 tanques. Los vehículos fueron detenidos 10 kilómetros al sur de Maárrat al-Numán. El 14 de octubre, las tropas del gobierno hicieron intentos de bloquear un ataque rebelde en la nueva base militar en la lucha contra estragos en los pueblos cercanos de Maarshurin y Hish. El 15 de octubre, los rebeldes empujaron a los militares de sus dos últimas bases en las afueras ciudades. Los comandantes rebeldes calificaron de "un gran avance".

## Bombardeo de la mezquita
El 18 de octubre decenas de personas murieron por el bombardeo aéreo de la aviación del régimen de Bachar el-Ásad en contra de la ciudad de Maáret al-Numán, en la provincia de Ídlib, situada en el noroeste de Siria. Maáret al-Numán está controlada por los rebeldes del Ejército Libre de Siria (ELS). Según la red activista Shaam News, un caza Mig (de fabricación rusa) abrió fuego contra una mezquita de la ciudad en la que se escondían desplazados sirios.